# Freiherr-vom-Stein-Gymnasium (Weferlingen)
Die Freiherr-vom-Stein-Gymnasium Weferlingen ist ein nach Heinrich Friedrich Karl vom Stein benanntes Gymnasium in Oebisfelde-Weferlingen (Landkreis Börde) in Sachsen-Anhalt.

## Geschichte

### Zeit bis zur Schließung
Die Geschichte der Schule begann im Jahre 1903. In diesem Jahr wurde die Präparandenanstalt, eine preußische Lehrerbildungseinrichtung, in Weferlingen gegründet. Neunzehn Jahre später fand die Abschlussfeier dieser Präparanden statt und die Mittelschule übernahm die Räume.

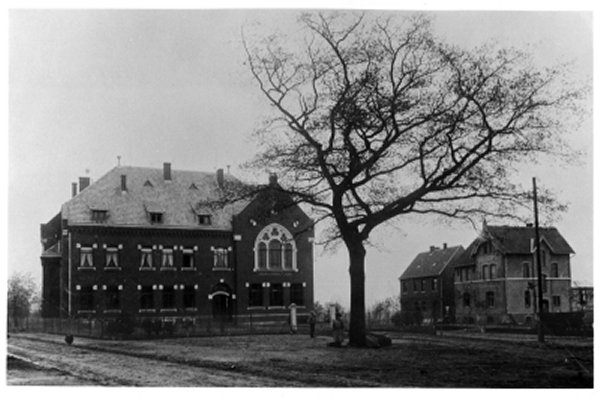
Altes Foto

1926 beschloss der Gemeindevertreter von Weferlingen eine „Oberschule in Aufbauform“ einzurichten und darauf wurde 1927/28 mit der Genehmigung der Regierung der Weimarer Republik die „Deutsche Oberschule in Aufbauform“ eröffnet. Die erste Aufbauklasse bestand zu dieser Zeit aus 25 Schülern. Die Zahl der Schüler wuchs, daraufhin begann ein Jahr später der Anbau und die ersten Räume waren bereits 1930 bezugsfertig. Im Jahre 1929 wurden schon 190 Schüler hier unterrichtet. Nachdem die Schule 1930 als „Staatliche Deutsche Oberschule“ anerkannt wurde, wurde die Mittelschule aufgelöst. Im folgenden Jahr fand die erste Reifeprüfung statt und auf Vorschlag der Schule und anlässlich des 100. Todestages des großen Reformers und Patrioten verlieh der Minister für Wissenschaft, Kunst und Volksbildung der Einrichtung den Namen Freiherr-vom-Stein-Schule. Die letzten Fachräume und ein Zeichensaal wurden 1934 eingerichtet.
Im ehemaligen Neuen Schloss, das heute Gemeindeküche ist, wurde 1937 ein Internat eingerichtet und ein Jahr danach wurde der Umbau beendet.

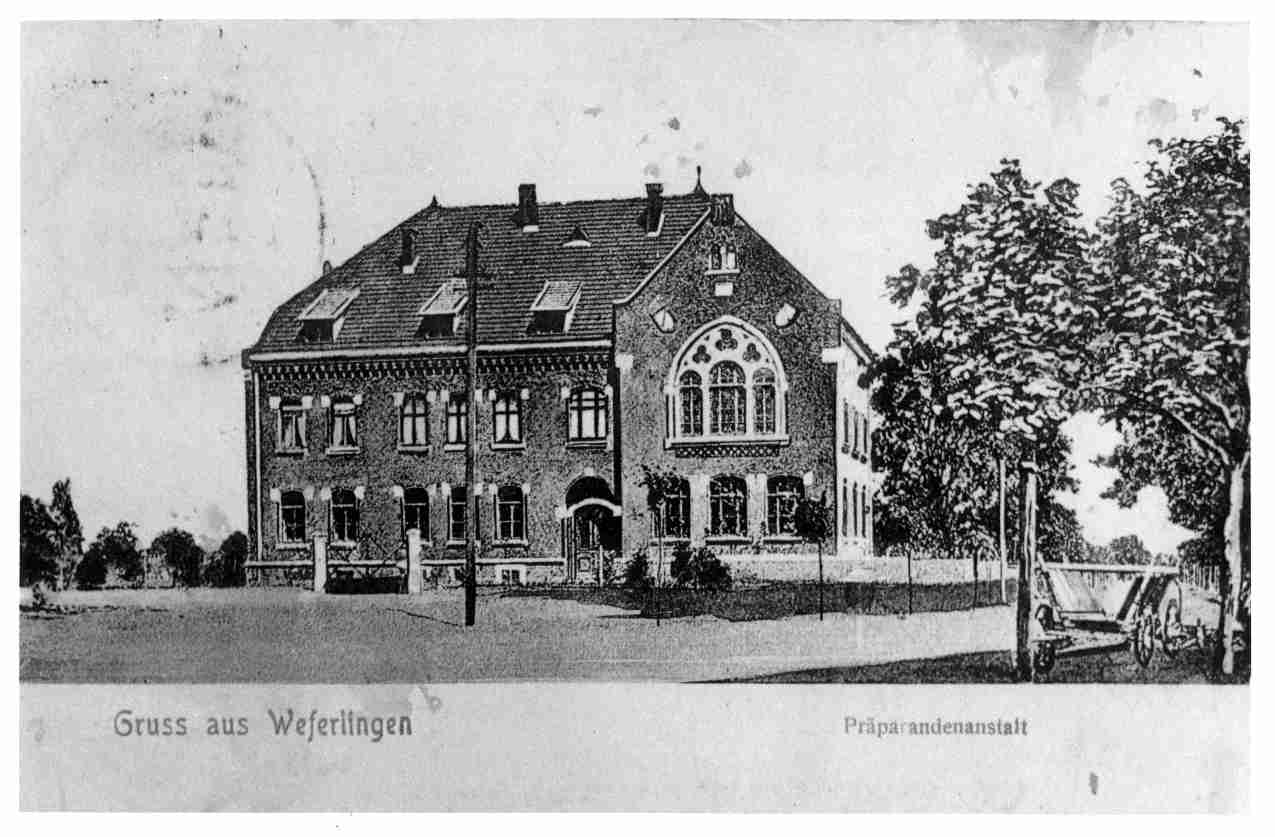
Alte Postkarte

Mit dem Kriegsende 1945 folgte zunächst die Schließung der Schule. Aus ihr wurde ein Lazarett und in das Internat zogen amerikanische Besatzungstruppen ein. Im Juli kamen sowjetische Truppen und auf die Weisung der sowjetischen Militäradministration begann der Unterricht im Herbst wieder. Auf den Vorschlag des damaligen Oberstudienrates Schulze hin wurde der Name der Schule 1950 abgelegt und sie hieß nun „Landesheimschule“. Diese Landesheimschule war dem Land Sachsen-Anhalt unterstellt. Das ehemalige Hotel am Platz der Jugend wurde 1952/53 als Schülerinnenheim genutzt und somit wurden Pensionen überflüssig. 1953 wurde die Bücherei mit 10.000 wissenschaftlichen Bänden an die Martin-Luther-Universität Halle übergeben und der neugebildete Bezirk übernahm die Schule vom Land Sachsen-Anhalt.

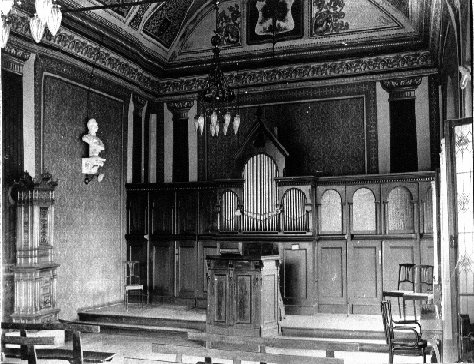
Aula mit Orgel

Dank der Organisation von Dr. Dreyer erbte die Einrichtung die Orgel der in Mühlhausen aufgelösten Lehreranstalt. Die Orgel befand sich in der Aula, war jedoch nicht in Benutzung und wurde so 1956 an eine katholische Kirche in Magdeburg verkauft. Von dem Erlös wurde die Aula zu einem Festsaal umgebaut. Im gleichen Jahr wurde auf Wunsch des Lehrerkollegiums und der Schüler zum Anlass des 25-jährigen Bestehens gestattet, wieder den Namen „Freiherr-vom-Stein-Schule“ zu tragen. Der Festakt fiel mit dem 200. Geburtstag und dem 125. Todestag des Freiherrn vom Stein zusammen. Da Weferlingen sehr nah an der Grenze zu Westdeutschland liegt, wollte man früher keine fremden Leute im Sperrgebiet. Man forderte die Schließung der Schule und es wurde ein Brand im Internat gelegt. Daraufhin wurden im Frühjahr 1962 die letzten Reifeprüfungen hier abgelegt und die erweiterte Oberschule wurde aufgelöst. Die Schüler der Klassen 9–11 mussten zur Oberschule nach Haldensleben wechseln.

### Zeit nach der Neueröffnung
Am 1. September wurde eine Polytechnische Oberschule gegründet. Dort lernten 595 in 18 Klassen des Jahrgangs 1–10. Sie belegten die Räume der Freiherr-vom-Stein-Schule, der Planschule und der neuen Schule. Diese Polytechnische Oberschule führte den Namen aber weiter und im Jahre 1966 wurden schon 719 Schüler in 20 Klassen unterrichtet. Zum 150. Todestag des Reichsfreiherrn Heinrich Friedrich von und zum Stein wurde im Jahre 1981 eine neue Eiche gepflanzt. Die gesamte Heizungsanlage wurde 1987/88 erneuert und die Räume und Flure renoviert. Außerdem wurden die Arbeiten mit der Renovierung der Aula 1990 abgeschlossen.

#### Zeit nach der Wiedervereinigung

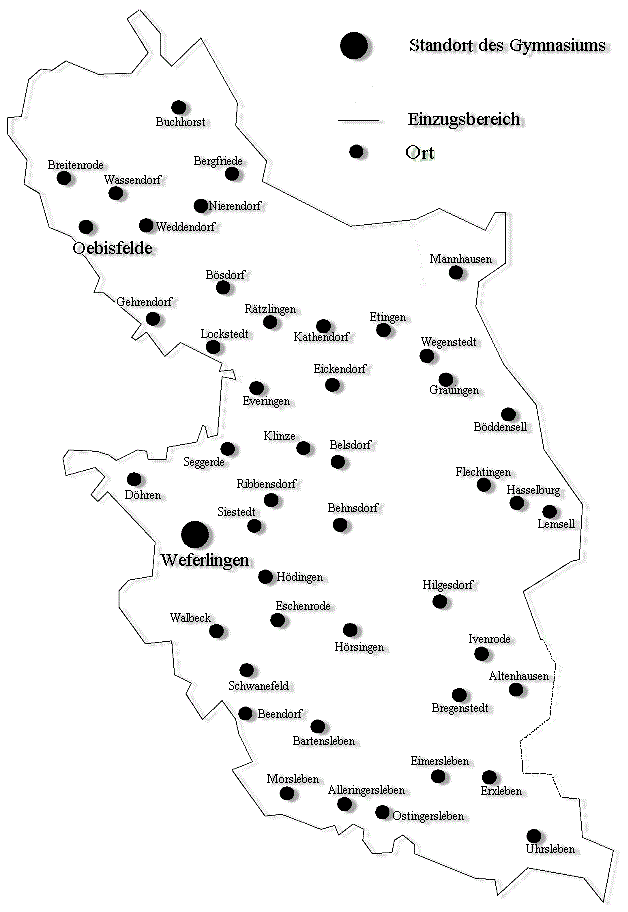
Schülereinzugsbereich

Am Ende des Schuljahres 1990/91 wurde die polytechnische Oberschule aufgelöst und ein Jahr darauf wurde am 2. September das Freiherr-vom-Stein-Gymnasium eröffnet. Die Wiedereröffnung wurde groß in der Aula gefeiert. Zu diesem Anlass waren der Bürgermeister, der Landrat und die Bezirksregierung anwesend. In 15 Jahren wurden 1991 342 Schüler der Stufe 5–10 von 25 Lehrkräften unterrichtet. Sie wurden im Hauptgebäude und in der Planschule untergebracht und die neue Schule wurde zur Grundschule Weferlingen. Da es in dieser Zeit nur eine 10. Klasse gab und demzufolge zu wenig Schüler an der Schule lernten, konnte im darauffolgenden Jahr keine 11. Klasse und somit keine sinnvolle Kursstufe eingerichtet werden. Die Schüler wechselten daher von Weferlingen nach Haldensleben. 1993/94 wurden bereits 458 Schüler aus 21 Klassen von 30 Lehrkräften unterrichtet. Diese Schülerzahl war sehr hoch und der Platz, um sie unterzubringen, fehlte. Daraufhin begann im August 1993 der 1. Anbau, in dem sieben Klassenräume eingerichtet wurden. Dieser Neubau war im Oktober bezugsfertig. Ein weiterer Höhepunkt in der Schulgeschichte war 1993 das erste Schulfest und 1996 ein weiteres zum Thema Mittelalter. Zu diesem Anlass waren 500 Besucher auf dem Schulgelände und verfolgten das Spektakel. 1995 fand erstmals eine Abiturprüfung statt und das Freiherr-vom-Stein-Gymnasium rief das Allerprojekt ins Leben. Bei diesem Projekt arbeiteten Gymnasien an der Aller, wie zum Beispiel Verden, Celle und Gifhorn, zusammen. In dieser Zeit entstand auch ein Chor, welcher bereits einige CDs aufnahm. Eine geheime Abstimmung des Kreistages des Ohrekreises beschloss am 26. Juni 1996 die Fusion der Gymnasien in Weferlingen und Oebisfelde. Der Hauptstandort wurde Weferlingen, Oebisfelde die Außenstelle. Im Schuljahr 2004/2005 bekam die Schule wegen wachsender Schülerzahlen einen weiteren Systembau. Er wurde von Dahlenwarsleben nach Weferlingen umgesetzt. Inzwischen wurde die Außenstelle Oebisfelde aufgelöst und weitere Renovierungsarbeiten des unter Denkmalschutz stehendes Gebäude waren 2008 abgeschlossen. Die alte Turnhalle wurde im Schuljahr 2007/2008 zum Mehrzweckgebäude umfunktioniert. Im Sommer 2008 waren die Arbeiten an dem ebenfalls unter Denkmalschutz stehenden Gebäude fertiggestellt. So wird dieses ab dem Schuljahr 2008/2009 genutzt. Darin befinden sich ein Kunst- und ein Werkraum, ein großer Raum zur Essensaufnahme und für größere Veranstaltungen.

Bau und Einzug des Neubaus
Im November 2020 wurden die Rohbauarbeiten vom Neubaus eröffnet. Normalerweise sollten die Bauarbeiten bis 2022 gehen, doch sie wurden erst Mitte 2023 fertiggestellt. Am 18. August 2023 wurden 18 allgemeine Unterrichtsräume sowie 7 Fachunterrichtsräume einbezogen und waren einzugsbereit. Das Gebäude hat eine Luft-Wasser-Wärmepumpe, Photovoltaik-Anlage, Fußbodenheizung, LED-Beleuchtung und digitale Tafeln. Die ganzen Kosten vom Bau des Gebäudes betrugen ungefähr 8,2 Millionen Euro.

## Unterricht und Besonderheiten
In der siebten Klasse müssen sich die Schüler zwischen Französisch, Spanisch und Russisch entscheiden.
Ab der neunten Klasse werden zwei aus vier Wahlpflichtfächern gewählt. Hierbei kann zwischen Informatik, Philosophie, Wirtschaft und Psychologie gewählt werden.
Die Schülerzeitung des Gymnasiums heißt SteinZeitung. Die drei Theatergruppen Theaternarren (Klassen 5 und 6), Amateus (Klassen 6 und 7) und SchPüler (Klassen 8 bis 12) üben jedes Jahr jeweils ein neues Programm ein.